# Saharanpur

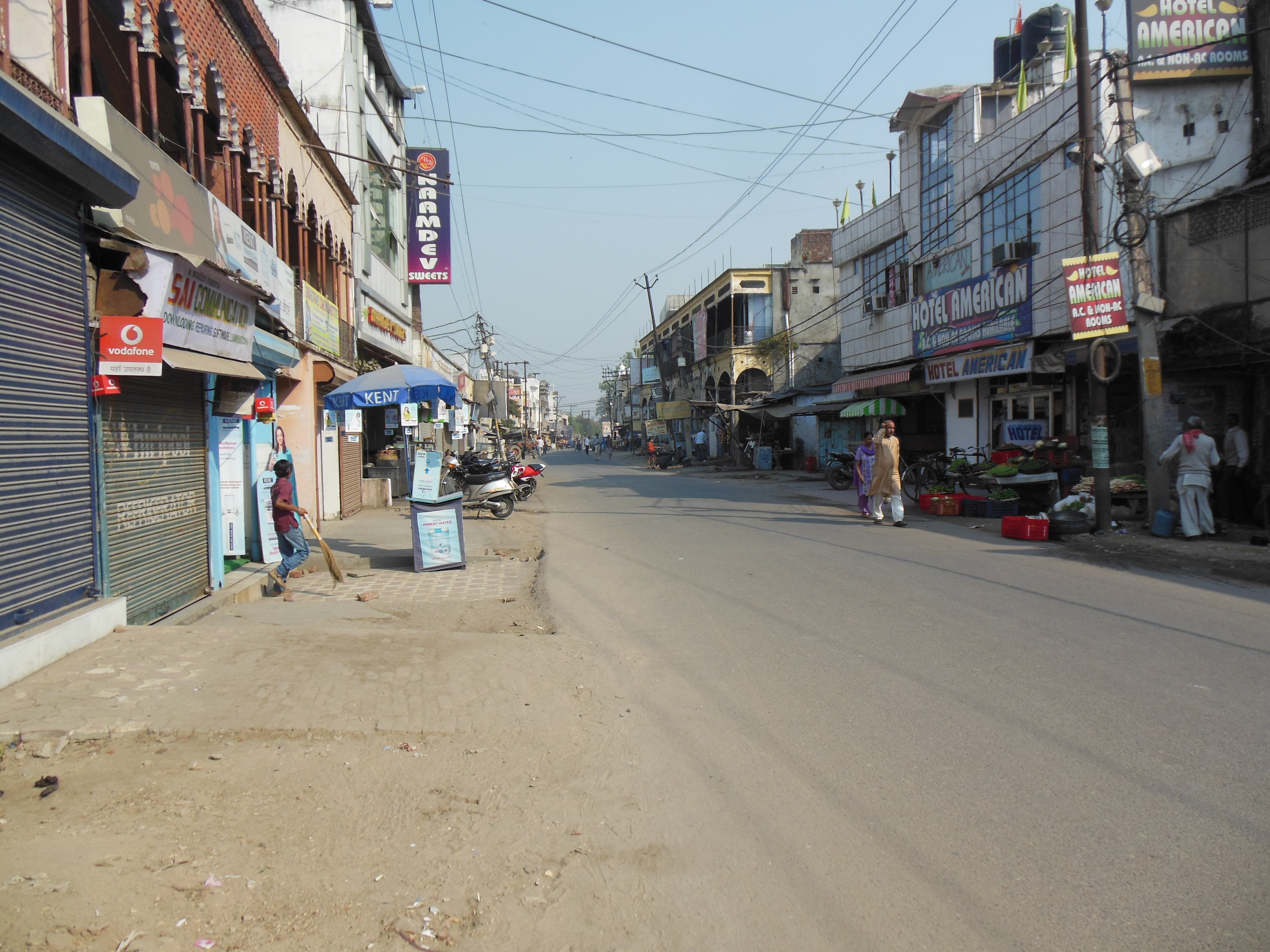
Gata i Saharanpur.

Saharanpur är en stad i nordvästra delen av den indiska delstaten Uttar Pradesh. Den är administrativ huvudort för distriktet med samma namn, och hade 705 478 invånare vid folkräkningen 2011.